# Hôtel National

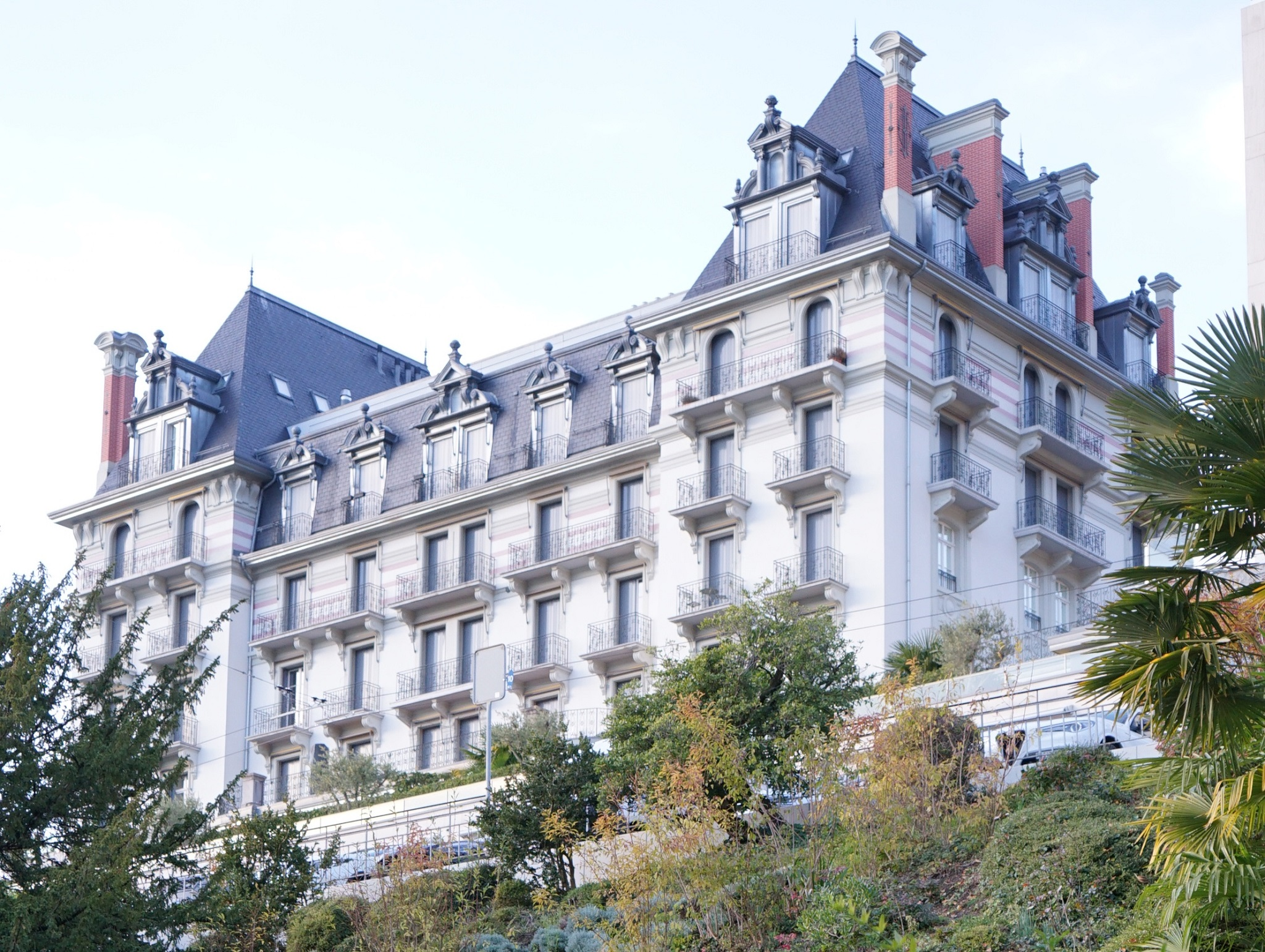
Seeseitige Fassade (2022)

Das Hôtel National ist ein ehemaliges Hotel in Montreux, Schweiz. Es liegt oberhalb der Uferpromenade des Genfersees und steht als Kulturgut von regionaler Bedeutung unter Denkmalschutz.

## Geschichte
Das Hotel wurde 1875 als erstes Grand Hotel in Montreux eröffnet. Gegen Ende des 20. Jahrhunderts wurde es geschlossen. Nach längerem Leerstand kam es 2005 in den Besitz eines Immobilienentwicklers, der einzelne Mehrzimmerappartements zu Urlaubszwecken verkauft.

## Architektur und Denkmalschutz

Luftbild von Werner Friedli (1948)

Das 1875 eröffnete Hotel der «Belle Époque» wurde im Stil des Historismus errichtet. Das Gebäude ist mit seinen mit Terrassen und Bogengängen im Schweizerischen Inventar der Kulturgüter von regionaler Bedeutung (Kategorie B) eingetragen.

## Belege
1. ↑  KGS-Nr.: 6264

Koordinaten: 46° 25′ 49,2″ N, 6° 54′ 52,3″ O; CH1903: 559714 / 142245